# Tim Saunders
Tim Saunders (St. Tudy, 7 febbraio 1952) è un poeta, giornalista e linguista britannico, tra i massimi esponenti della lingua e della letteratura cornica moderna.

## Biografia
Tim Saunders scrive poesia e giornalismo in lingua cornica, bretone, gallese e irlandese. Risiede a Cardiff, in Galles; ma è nato a St. Tudy, nel distretto di Bodmin, in Cornovaglia. È un bardo del "Gorseth Kernow" (Associazione dei poeti della Cornovaglia) dal 1998, quando ha assunto il nome bardico di "Bardh Gwerin" (Il poeta della gente). In qualità di storico letterario è stato il curatore editoriale delle due antologie di letteratura cornica The Wheel e Nothing Broken. Mentre The High Tide è la sua più conosciuta raccolta di poesie personali, sempre in lingua cornica.
Ha due figlie, Gwenno Saunders e Ani Saunders, un tempo cantanti del gruppo musicale britannico pop indie The Pipettes, dove Gwenno era anche tastierista. Ora sono artiste soliste.

Dopo avere scritto per anni in lingua cornica "unificata", Tim Saunders fu il primo a proporne una riforma, creando un proprio stile che revisionava ogni aspetto della lingua. Con questo suo stile personale scrisse dell'ottima poesia, ma non riuscì a trovare seguaci. Quando nel 1976 Ken George creò una nuova riforma, il "cornico comune", poi approvato nel 1977 dal "Kesva an Taves Kernewek/Cornish Language Board" (Consiglio della lingua cornica), Saunders aderì a questo nuovo stile, con il quale ha scritto e tuttora scrive la sua letteratura successiva alla riforma. Si è dichiarato contrario all'elaborazione della "Standard Written Form" (Forma scritta unificata), affermando che: 

## Opere
- (CY)  Teithiau (Cyfres y Beirdd Answyddogol), Talybont (UK), Y Lolfa, 1977
- (CY)  Gomebydd Arbennig, Talybont (UK), Y Lolfa, 1985
- (CY)  Cliff Preis: Darlithydd Coleg, Talybont (UK), Y Lolfa, 1986
- (CY)  Saer Swyn a Storïau Eraill o Gernyw, Llandysul (UK), Gomer Press, 1994
- (KW)  The High Tide: Collected Poems in Cornish 1974-1999, London, Francis Boutle Publishers, ISBN 978-0-953238-86-6
- (KW)  T.S. (Edited by), The Wheel: An Anthology of Modern Poetry in Cornish 1850-1980, London, Francis Boutle Publishers, 1999, ISBN 978-0-953238-87-3
- (KW)  Gol Snag Bud ha Gwersyow Whath, Spyrys a Gernow, 2003
- (KW) (EN)  T.S. (Adapted by), Cornish Is Fun: An Informal Course in Living Cornish, Talybont, Y Lolfa, 2003
- (KW)  T.S. (Edited by), Nothing Broken: Recent Poetry in Cornish, London, Francis Boutle Publishers, 2006, ISBN 978-1-903427-30-9
- (KW)  Fenten Feryl. Drolla Marner / Virgil's Fountain. A Seafarer's Tale. (A Poem in Cornish), London, Francis Boutle Publishers, 2019
- (KW)  Termynyow a Dheu / Coming Times: Poems in Cornish, London, Francis Boutle Publishers, ISBN 978-1-0685802-1-5